# Radio RRM
Radio RRM (Regionalne Radio MY) – konińska rozgłośnia radiowa działająca w latach 1993–2000.

## Historia
Stacja rozpoczęła nadawanie w dniu 23 stycznia 1993 roku. W pierwszym okresie działalności tj. do 13 kwietnia 1995 nadawała na częstotliwości 67,8 MHz, a następnie (od grudnia 1996) na  częstotliwości 70,25 MHz.
Początkowo siedziba radia znajdowała się na ulicy Dworcowej 7 w Hotelu Fugo. Profil rozgłośni opierał się na szerokim spectrum muzycznym, informacjach lokalnych oraz  doniesieniach z kraju i zagranicy.
13 kwietnia 1995 na mocy postanowienia sądu rozgłośnia wyłączyła nadajnik 67,8 MHz z powodu odmowy wydania koncesji przez KRRiT. Powróciła jednak w grudniu 1996 roku z nową koncesją na 70,25 MHz i 95,0 MHz (oba nadajniki o mocy ERP 0,2 kW). Siedziba radia znajdowała się wtedy w Hotelu Sonata przy ulicy Chopina 14 B. 1 stycznia 2000 radio wyłączyło swój nadajnik na 70,25 MHz, a 16 czerwca 2000 zamilkł również nadajnik na 95 MHz. Stacja zakończyła działalność z powodu cofnięcia koncesji nieopłaconej przez właściciela. Maszt na Hotelu Sonata należący kiedyś do Radia RRM wykorzystuje obecnie Radio Konin FM.